# ズオンミンチャウ県
ズオンミンチャウ県（ズオンミンチャウけん、ベトナム語：Huyện Dương Minh Châu / 縣楊明珠?）は、ベトナム社会主義共和国タイニン省の県である。面積は435.6 km²、人口は110,152人（2017年）である。

## 行政区画
以下の1市鎮10社から構成される。
- ズオンミンチャウ市鎮（Dương Minh Châu / 楊明珠）
- バウナン社（Bàu Năng / 保能）
- ベンクイ社（Bến Củi / 𤅶桧）
- カウコイ社（Cầu Khởi / 梂起）
- チャーラー社（Chà Là / 茶羅）
- ロックニン社（Lộc Ninh / 祿寧）
- ファン社（Phan / 潘）
- フオックミン社（Phước Minh / 福明）
- フオックニン社（Phước Ninh / 福寧）
- スオイダー社（Suối Đá / 帥多）
- チュオンミット社（Truông Mít / 中蔑）